# Lorenzo Molossi
Lorenzo Molossi (Pontremoli, 1795 – Parma, 1880) è stato un economista e geografo italiano.
Su incarico di Maria Luigia, moglie di Napoleone e, dopo la sua caduta, duchessa di Parma e Piacenza, fu invitato nel 1832 a redigere il Vocabolario topografico dei Ducati di Parma, Piacenza e Guastalla. Tale titolo non deve trarre in inganno: il "Vocabolario" si apre con una dissertazione accuratissima circa la situazione dell'economia, delle infrastrutture, della società del Ducato. Vi vengono presentate le relative statistiche nonché il Bilancio statale ed il sistema di tassazione in vigore. 
Indi l'autore passa in rassegna, in ordine alfabetico, i comuni ed i comunelli dello Stato di cui riporta non solo i dati statistici, ma anche le bellezze artistico-paesaggistiche nonché usanze e varia aneddotica.
Il "Vocabolario" fu stampato per i tipi della "Stamperia Ducale" nel 1834.

## Opere
- Vocabolario topografico dei Ducati di Parma, Piacenza e Guastalla 1832, Ristampa Litografia S.I.R.A.B. - Bologna 1972

| Controllo di autorità | VIAF (EN) 44651210 · ISNI (EN) 0000 0004 4007 9948 · SBN PARV463304 · BAV 495/233249 · LCCN (EN) nb2014023243 |